# آلته لوپه
آلته لوپه (به آلمانی: Alte Luppe) یک رود در آلمان است که در لایپزیگ واقع شده‌است.